# Åke Tügel
Åke Tügel, född 1925 i Båstad, död 2002, var en svensk målare. 
Tügel som var son till en tysk författare vistades i Kalifornien och Mexiko 1947–1950 och studerade då den latin-amerikanska folkkonsten som han har utvecklat i sin egen konst. Separat har han ställt ut i bland annat Los Angeles, Mexico City samt Cuernaraca och tillsammans med Holger Weinemo ställde han ut på Galerie Æsthetica i Stockholm. Hans konst består till stor del av historiska skildringar från aztekernas och mayafolkets kultur med masker och fabeldjur.